# Жардин, Мария ду Карму
Мари́я ду Ка́рму Жарди́н (порт. Maria do Carmo Jardim; род. 13 декабря 1952, Лиссабон) — португальская спортсменка-парашютистка, лётчица, предпринимательница и общественный деятель. Служила в парашютно-десантных войсках во время войны в Мозамбике. Дочь Жорже Жардина. Занимается автобизнесом в Европе и активной благотворительной деятельностью в Мозамбике.

## Спортсменка
Родилась в семье португальского политика, государственного чиновника, бизнесмена и разведчика Жорже Жардина. Вскоре после рождения дочери Жорже Жардин прибыл с семьёй в Мозамбик, где занялся нефтетрейдерским бизнесом. Обосновавшись в Бейре, он возглавил городскую ассоциацию предпринимателей и авиационный клуб.
В 17-летнем возрасте Мария ду Карму получила лицензию пилота самолёта Cessna 150. В общей сложности имела налёт в 400 часов. 6 декабря 1969 года совершила свой первый прыжок с парашютом. В 1972 году вместе с сестрой Марией Антонией выиграла португальский молодёжный чемпионат по парашютному спорту в Луанде. Получила премию Audace.

## Десантница
Во время колониальной войны в Мозамбике Карму Жардин поступила на службу в португальские парашютно-десантные войска. Служила в десантном спецподразделении GEP, созданном Жорже Жардином и Орланду Криштиной из лояльных Португалии африканцев. Была парашютным инструктором, совершила 996 прыжков (этот показатель некоторое время являлся рекордом среди женщин в португалоязычном мире).
Мария ду Карму Жардин имела награды командующего португальскими войсками в Мозамбике генерала Каулзы ди Арриаги. Считается «легендой португальской армии».
Оставила парашютный спорт после травмы, полученной в 1979 году.
.

## Благотворительница
Мария ду Карму Жардин постоянно проживает в Лиссабоне, но регулярно посещает и подолгу живёт в Мозамбике. Работает директором Volkswagen Autoeuropa.
Возглавляет неправительственную организацию Международная солидарность с Мозамбиком — Solidariedade Internacional a Moçambique (SIM, аббревиатура переводится как «да»). Организация была создана в 1995 году для оказания международной помощи народу Мозамбика. Основное финансирование от SIM поступает мозамбикским образовательным учреждениям — сельским школам и Католическому университету Бейры.

Впервые побывав в Мозамбике после обретения независимости, я увидела крайние лишения. Помогала чем могла, в силу скромных возможностей. Ко мне присоединились друзья. Так родилась идея SIM. Это проект моей жизни. Мы не можем решить всех проблем этого мира, но можем помочь в какой-то части. Тогда мир улучшится.

Мария ду Карму Жардин

Мария ду Карму Жардин поддерживает личные контакты с лидером мозамбикской оппозиционной партии РЕНАМО Афонсу Длакамой.
В Мозамбике Мария ду Карму Жардин известна под прозвищем Mãe Carmo — Мать Карму.

## Семья
Мария ду Карму Жардин замужем за предпринимателем-миллиардером Антониу Диашем да Кунья. Имеет нескольких приёмных детей-африканцев.